# Desomorphin
Desomorphin, in der Drogenszene auch Krokodil oder kurz Krok genannt, ist ein stark potentes Opioid, das erstmals 1932 in den Vereinigten Staaten synthetisiert wurde. Desomorphin gehört in Deutschland und Österreich aufgrund eines hohen Abhängigkeitspotentials zu den nicht verkehrsfähigen Betäubungsmitteln. Entdeckt und patentiert wurde es erstmals im Jahr 1920 von der deutschen Firma Knoll AG
Die ursprüngliche Verwendung umfasste die Schmerztherapie und die Sedierung.

## Gebrauch als illegale Droge
Krokodil findet als „Droge des armen Menschen“ eine weite Verbreitung innerhalb Russlands. Im September 2013 tauchte die Droge erstmals in Phoenix in den Vereinigten Staaten auf, im Oktober kam die Droge im Raum Chicago auf. Eine Klinik in Joliet im Bundesstaat Illinois behandelte im Oktober 2013 drei Konsumenten von Krokodil.
Durch die illegale Herstellung über Codein, Iod, Benzin oder Farbverdünner und rotem Phosphor in einem ähnlichen Prozess wie zur Herstellung von Methamphetamin auf Basis von Pseudoephedrin wird das Endprodukt unrein und reich an stark toxischen Nebenprodukten. Bei Injektion führen diese Nebenprodukte zu schweren Gewebeschäden, Venenentzündungen und Nekrose bis zur Gangrän oder Organversagen. Irreversible Schädigungen (neurologische Veränderungen, Nierenschäden, Gefäßschäden) können bereits bei der ersten Verwendung entstehen. Laut Aussage der Anti-Drogen-Initiative Stadt ohne Drogen in Jekaterinburg ist Krok so aggressiv toxisch, dass die durchschnittliche Überlebensdauer von Konsumenten nach Beginn des regelmäßigen intravenösen Konsums gerade noch ein Jahr betrage. Die Droge wird in Russland Krokodil genannt, da an der Injektionsstelle die Haut oft Falten wirft und eine grünliche Verfärbung auftritt, was an Krokodilhäute erinnert.

## Analytik
Die zuverlässige qualitative und quantitative Bestimmung von Desomorphin in biologischem Material gelingt nach adäquater Probenvorbereitung durch Kopplung der Hochleistungsflüssigkeitschromatographie mit der Massenspektrometrie (LC-MS/MS).

## Handelsnamen
- Permonid (Schweiz; 1940–1951 von Roche hergestellt)